# Impresa di Fiume
L'impresa di Fiume fu un episodio del periodo interbellico, che consistette nell'occupazione della città di Fiume, contesa tra il Regno d'Italia e il Regno dei Serbi, Croati e Sloveni, da parte di reparti ribelli del Regio Esercito italiano.
L'intento fu quello di proclamare l'annessione della città all'Italia forzando in tal modo la mano ai delegati delle potenze vincitrici della prima guerra mondiale, all'epoca impegnati nella Conferenza di pace di Parigi. La spedizione fu capeggiata dal poeta Gabriele D'Annunzio e organizzata da una coalizione politica guidata dall'Associazione Nazionalista Italiana, cui parteciparono esponenti del mazzinianesimo, del Futurismo e del sindacalismo rivoluzionario. L'occupazione iniziò il 12 settembre 1919 e durò 16 mesi con alterne vicende, tra cui la proclamazione della Reggenza italiana del Carnaro. Quando i ribelli si opposero al trattato di Rapallo, il governo italiano sgombrò la città con la forza durante il Natale 1920, per permettere la creazione dello Stato libero di Fiume.

## Storia

### Il contesto nel primo dopoguerra
La città multietnica di Fiume era un Corpus separatum e municipio autonomo delle Terre della Corona di Santo Stefano nell'ambito dell'Impero austro-ungarico. Un censimento del 1910 (nel quale fu richiesta la lingua materna - Muttersprache), calcolò una popolazione di 49 806 abitanti: 24 212 dichiaravano come propria lingua l'italiano, 12 926 il croato e altre lingue, soprattutto ungherese, sloveno e tedesco. Nel censimento non si consideravano i dati della località di Sussak, località a maggioranza croata separata dalla città dal fiume Eneo e appartenente al confinante Regno di Croazia e Slavonia.
A seguito delle trattative di pace del 1919 e del trattato di Rapallo (1920) l'Italia ottenne le terre "irredente": Trento, Trieste e l'Istria. Il presidente statunitense Woodrow Wilson si oppose all'annessione italiana di altre terre. I territori contesi erano, in particolare, la regione della Dalmazia (parte della quale era stata richiesta dall'Italia nel Patto di Londra) e la città di Fiume, situata in una regione prevalentemente croata ma reclamata da Roma in quanto abitata in maggioranza da italofoni.
Nell'ottobre 1918 si costituirono a Fiume due governi: un Consiglio nazionale croato e un Consiglio nazionale italiano, di cui fu nominato presidente Antonio Grossich. Nel frattempo, i delegati italiani a Parigi Vittorio Emanuele Orlando e Sidney Sonnino ingaggiarono con gli alleati una polemica che culminò con il loro temporaneo ritiro dalle trattative, tra il 24 aprile e il 5 maggio.

### I preparativi e i primi tumulti
A Fiume, nell'aprile 1919 l'irredentista fiumano Giovanni Host-Venturi e l'esponente nazionalista Giovanni Giuriati crearono una milizia di volontari filo-italiani per resistere in caso di annessione jugoslava della città.
Nel frattempo Gabriele D'Annunzio si era recato a Roma per tenere una serie di comizi in favore dell'italianità di Fiume. I discorsi di D'Annunzio coinvolsero un numero crescente di reduci e adolescenti. Questa campagna diede origine al mito della vittoria mutilata, un modello di revanscismo che reclamava l'annessione all'Italia dell'intera costa orientale dell'Adriatico, nonostante fosse in larga parte popolata da genti slave (a sud di Fiume, la sola città a maggioranza italiana era Zara, che fu infatti ceduta col Trattato di Saint-Germain-en-Laye).
Tra la primavera e l'estate 1919, la situazione a Fiume divenne sempre più incandescente, a causa delle tensioni tra attivisti irredentisti (appoggiati dai militari italiani) e militari francesi, filo-jugoslavi. Il 29 giugno scoppiò un tafferuglio fra militari francesi e militanti pro-italiani, che ricevettero man forte da soldati italiani. Gli scontri, noti come "Vespri fiumani", durarono fino al 6 luglio e provocarono la morte di nove francesi.
Fu riunita una commissione militare interalleata, che decise lo scioglimento del Consiglio Nazionale Fiumano e pretese il ritiro dei reparti coinvolti negli scontri.
I militari più politicizzati erano alcuni battaglioni dei Granatieri. I reparti lasciarono Fiume il 25 agosto, accompagnati da manifestazioni irredentiste, e si acquartierarono a Ronchi di Monfalcone. Qui, sette ufficiali determinati a tornare a Fiume inviarono a D'Annunzio una lettera, invitandolo a sostenere la lotta irredentista.
(Dalla lettera inviata a D'Annunzio da alcuni ufficiali dei Granatieri di Sardegna)
 Il 30 giugno d'Annunzio aveva già ricevuto una richiesta di sostegno da parte di una delegazione fiumana. Nel frattempo, nazionalisti e militari al confine avevano organizzato una rete di volontari, pronti a un'azione di forza.

### L'occupazione della città
Ai primi di settembre D'Annunzio garantì ai cospiratori che il 7 settembre avrebbe raggiunto Ronchi per guidare il ritorno dei granatieri a Fiume. I molti dubbi e un'improvvisa influenza lo costrinsero a onorare l'impegno solo l'11 settembre 1919.
Prima di partire, D'Annunzio informò uno dei principali sostenitori della ribellione adriatica: Benito Mussolini, direttore del giornale Il Popolo d'Italia e fondatore dei Fasci italiani di combattimento.
(D'Annunzio a Mussolini, 11 settembre 1919)

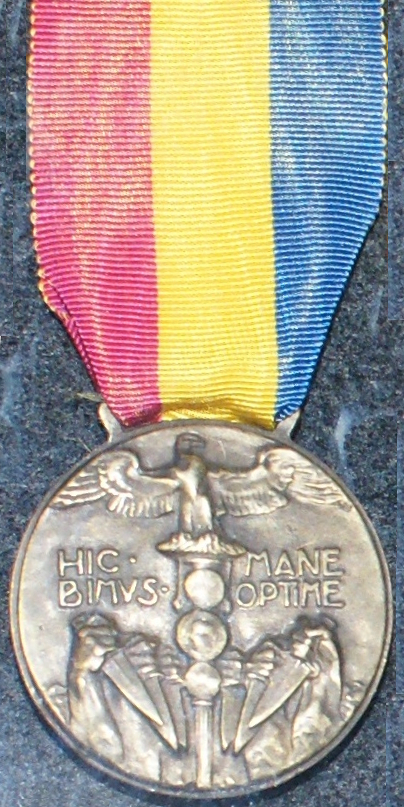
Medaglia Commemorativa di Bronzo della Marcia di Ronchi (1919-1920)

D'Annunzio arrivò a Ronchi in compagnia di alcuni ufficiali, tra cui il tenente Guido Keller, il tenente Almerigo Ongaro e l'ufficiale degli alpini Cornelio Andersen, che requisì gli autocarri per il trasporto delle truppe. Il comandante dei granatieri presenti a Ronchi, il maggiore Carlo Reina accettò di affiancare il poeta guidando una colonna ribelle a Fiume. All'alba del 12 settembre 1919 la colonna si mise in viaggio verso Fiume. Lungo la strada si unirono bersaglieri, cavalleggeri e Arditi, cui si aggiunsero i volontari irredentisti di Host-Venturi.
Oltrepassato il confine e ignorati i richiami alla disciplina del governatore militare Vittorio Emanuele Pittaluga, D'Annunzio entrò in città acclamato dalla popolazione italiana. Nel pomeriggio lo scrittore si affacciò al palazzo del governatore e proclamò l'annessione di Fiume all'Italia.
(Dal discorso tenuto da D'Annunzio il 12 settembre dal Palazzo del Governo di Fiume)
Questa giornata sarà in seguito celebrata dallo stesso poeta come il giorno della "Santa Entrata", ricalcando il nome col quale per secoli venne ricordato l'ingresso dei rappresentanti veneziani a Zara nel 1409.
I francesi e gli inglesi evitarono ogni intromissione, per non aumentare il rischio di scontri. Nelle settimane successive, altri reparti provenienti dal confine si unirono ai ribelli, fino a raggiungere una cifra approssimativa di 8 000-9000 unità.
Il 10 ottobre, il sindacato Film (Federazione italiana lavoratori del mare) dirottò su Fiume il piroscafo Persia carico di armi e munizioni. L'azione fu eseguita su ordine del segretario del sindacato, Giuseppe Giulietti, simpatizzante della rivolta.

### Le reazioni del governo italiano
D'Annunzio costituì un "Gabinetto di Comando" al cui vertice pose Giovanni Giuriati. Il governo Nitti I guidato da Francesco Saverio Nitti disconobbe l'azione di d'Annunzio e incaricò il Commissario straordinario per la Venezia-Giulia, il generale Pietro Badoglio, di reprimere la ribellione. Il commissario inviò un aereo su Fiume, per lanciare un proclama in cui si ordinava ai ribelli di rientrare nei ranghi, dichiarando disertori coloro che avessero persistito nell'occupazione di Fiume.
L'ultimatum di Badoglio non sortì effetti significativi. Nitti decise di porre la città sotto embargo impedendo l'afflusso di viveri per i ribelli, ma rifornendo la popolazione tramite la Croce Rossa. Nonostante ciò, D'Annunzio denunciò il blocco come un'infamia, accusando Nitti "di affamare i bambini e le donne" e invitando tutti gli alleati in Italia a raccogliere fondi per l'Impresa. Il 16 settembre D'Annunzio inviò una polemica lettera a Mussolini, contestandogli lo scarso sostegno finanziario:
(D'Annunzio a Mussolini)
Questa lettera apparve su Il Popolo d'Italia il 20 settembre emendata dalle parti più polemiche (quelle che appaiono in corsivo). Mussolini avviò rapidamente una sottoscrizione pubblica per finanziare Fiume che raccolse quasi tre milioni di lire. Una prima tranche di denaro, ammontante a 857 842 lire, fu consegnata a D'Annunzio il 7 ottobre. Parte del denaro, con un'autorizzazione pubblica del poeta, fu utilizzata per finanziare lo squadrismo milanese.
Quando alcuni redattori de Il Popolo d'Italia accusarono Mussolini di avere sottratto a D'Annunzio una parte dei fondi, il poeta prese le difese del capo fascista con una lettera pubblica, nella quale affermò che legionari e fascisti stavano combattendo la stessa lotta: "dichiaro anche una volta che – avendo spedito a Milano una compagnia di miei legionari bene scelti per rinforzo alla vostra e nostra lotta civica – io vi pregai di prelevare dalla somma delle generosissime offerte il soldo fiumano per quei combattenti".
Il 26 ottobre si tennero a Fiume le elezioni che videro proporsi, per la prima volta, i fautori dell'annessione all'Italia guidati da Riccardo Gigante. La lista annessionistica vinse circa il 77% dei consensi e Gigante divenne sindaco della città il 26 novembre.

### La spedizione a Zara

D'Annunzio e l'ammiraglio Enrico Millo a bordo dell'Indomito

Mentre ancora duravano gli incontri con Badoglio, D'Annunzio il 14 novembre prese l'iniziativa di recarsi a Zara. Infatti il 14 novembre si imbarcò sulla nave Nullo insieme a Guido Keller, Ernesto Cabruna, Giovanni Giuriati, Giovanni Host-Venturi e Luigi Rizzo. A Zara venne benevolmente accolto dall'ammiraglio Enrico Millo, divenuto governatore di quei territori occupati, che davanti al Vate prese solennemente l'impegno di non abbandonare la Dalmazia finché questa non fosse stata ufficialmente annessa all'Italia.
Dopo le Elezioni politiche italiane del 1919 tenutesi il 16 novembre Francesco Saverio Nitti fu riconfermato al governo (Governo Nitti II).

### Il plebiscito per ilModus vivendi
Al fine di risolvere pacificamente la crisi, a metà ottobre Nitti incaricò il generale Badoglio di intavolare delle trattative dirette con D'Annunzio e i suoi rappresentanti, al fine di trovare una soluzione di compromesso. Il 23 novembre governo italiano consegnò a D'Annunzio una proposta (definita Modus vivendi). Con questo documento, il governo italiano si impegnava a impedire che la città potesse essere annessa alla Jugoslavia. D'Annunzio rifiutò l'offerta reclamando l'annessione immediata, ma nella notte il testo fu affisso sui muri della città da Riccardo Zanella, che intendeva rendere partecipi i cittadini fiumani. Il manifesto di accompagnamento dichiarava:
Cittadini! Se voi rifiutate queste proposte, voi comprometterete in modo fors'anche irreparabile la città, i vostri ideali, i vostri più vitali interessi. Decidete! Decidete voi, che siete figli e i padroni di voi e di Fiume, e non permettete, non tollerate che altri abusino del vostro nome, del vostro diritto, e degli interessi supremi d'Italia e di Fiume.»
(Parte del testo del volantino affisso nottetempo sui muri di Fiume per conto del governo italiano)
Il 15 dicembre il Consiglio nazionale della città di Fiume approvò le proposte del governo italiano con 48 voti favorevoli e 6 contrari. Gli elementi più accesi della popolazione e dei legionari contestarono le decisioni prese dal Consiglio arrivando anche a intimidire gli elementi più moderati con la benevola tolleranza del Vate, al punto che il quotidiano nazionalista La Vedetta d'Italia fu chiuso per qualche giorno; pertanto si preferì indire un plebiscito per decidere il da farsi. Il testo del quesito fu il seguente:
(Testo del plebiscito votato dai cittadini fiumani il 18 dicembre 1919)
Lo scrutinio iniziò la sera stessa mostrando un andamento nettamente favorevole all'accoglimento delle proposte italiane, ma allo stesso tempo i legionari bloccarono lo scrutinio sequestrando le urne. D'Annunzio colse l'occasione di annullare quelle elezioni dall'esito sfavorevole.
(Con queste parole D'Annunzio decise di invalidare il plebiscito)
La decisione di D'Annunzio sembrò inaccettabile anche a suoi importanti collaboratori. Giovanni Giuriati si dimise dalla carica di capo di Gabinetto. Scrisse a D'Annunzio:
(Testo della lettera con la quale Giovanni Giuriati rassegnò le proprie dimissioni da capo di gabinetto)
Gli subentrò Alceste de Ambris, ex sindacalista rivoluzionario e interventista, giunto a Fiume nel gennaio del 1920.
Badoglio interruppe ogni trattativa e lasciò l'incarico di commissario della Venezia Giulia. Al suo posto subentrò il generale Enrico Caviglia.

### Il gabinetto De Ambris
In quei giorni, anche a causa di un cambio di rotta in senso rivoluzionario e popolare impresso dallo stesso De Ambris, si iniziarono a temere in Italia ipotesi di svolte in senso repubblicano e addirittura il timore di un tentativo di colpo di Stato.
Filippo Turati (deputato del Partito Socialista Italiano) in quei giorni scrisse:
Nella stessa Fiume gli ufficiali del Regio Esercito vivevano con disagio la nuova situazione, tanto che lo stesso generale Caviglia pensò di sfruttare il dissidio interno tra monarchici e repubblicani. Inoltre alcune decisioni dello stesso D'Annunzio alimentavano dubbi e polemiche. Nel marzo 1920 un furto compiuto da alcuni legionari ai danni di alcuni commercianti scatenò le ire del capitano dei Carabinieri Rocco Vadalà, che richiese al Vate lo scioglimento dal giuramento per poter abbandonare la città. Dopo alcune resistenze iniziali i Reali Carabinieri abbandonarono la città seguiti da alcuni ufficiali di altre Armi.
Al contempo il problema degli approvvigionamenti diventò sempre più pressante tanto che circa quattromila bambini dovettero sfollare da Fiume con il supporto dei Fasci italiani di combattimento e delle organizzazioni femminili.
Il 22 aprile gli autonomisti di Riccardo Zanella, ostili ai legionari dannunziani, con l'appoggio dei socialisti, proclamarono lo sciopero generale.
Il 12 maggio cadde il governo presieduto da Francesco Saverio Nitti. Fallito il tentativo di restare a capo del governo, formando un nuovo gabinetto, Nitti perse definitivamente la carica nel giro di un mese e al suo posto subentrò un nuovo governo presieduto da Giovanni Giolitti, che si insediò il 16 giugno.

### La Reggenza Italiana del Carnaro

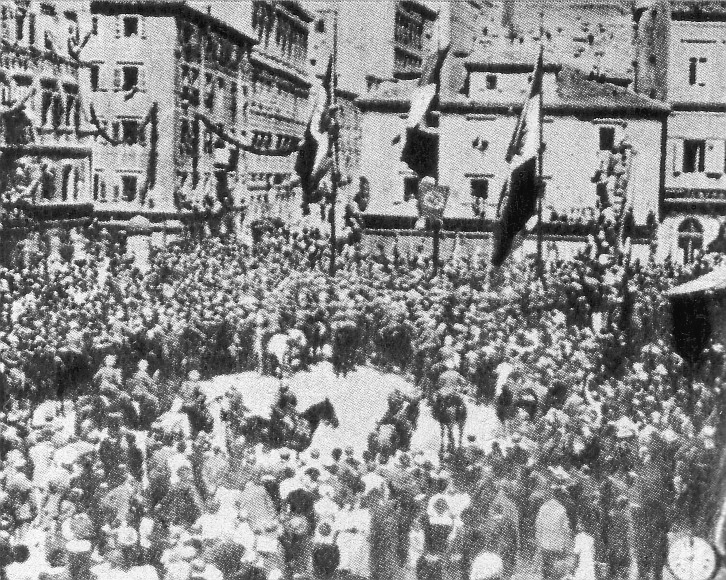
Proclamazione della Reggenza italiana del Carnaro

La situazione di stallo in cui si trovava la città di Fiume da ormai diversi mesi, e forse la rinuncia ufficiale del Regno d'Ungheria a ogni diritto sull'antico possedimento, spinsero D'Annunzio a una nuova azione, la proclamazione di uno stato indipendente, la Reggenza italiana del Carnaro, proclamata ufficialmente il 12 agosto 1920.
(Dal discorso di D'Annunzio del 12 agosto 1920 in cui proclamò la Reggenza italiana del Carnaro)
L'8 settembre, pochi giorni dopo la proclamazione dell'indipendenza fu promulgata la Carta del Carnaro. La politica dannunziana a Fiume, anche per via di tentennamenti, non fu univoca. L'obiettivo di partenza era il ricongiungimento di Fiume all'Italia, ma vista l'impossibilità di raggiungere tale obiettivo, tentò di costituire uno Stato indipendente, la Reggenza italiana del Carnaro, fondato sui valori del sindacalismo rivoluzionario. D'altronde in quel periodo l'affermarsi del regime bolscevico in Unione Sovietica era avvertito dalla piccola borghesia e dai reduci in modo controverso: da una parte era forte la paura dei sovversivi; dall'altra era avvertibile un sentimento di interesse per qualcosa di nuovo che stava nascendo.
Il nuovo Stato vide l'ingresso nel governo di personalità come Giovanni Host-Venturi, Maffeo Pantaleoni e Icilio Bacci.
Il presidente del Consiglio Nazionale Antonio Grossich espresse le proprie perplessità riguardo alla proclamazione dell'indipendenza.

### La pianificazione di un colpo di Stato in Italia
Nell'autunno del 1920 Fiume divenne il centro di un piano insurrezionale, che aveva lo scopo di rovesciare il governo Giolitti e imporre un nuovo regime in Italia. Secondo le intenzioni dei golpisti, una spedizione doveva partire dal Carnaro e marciare su Roma (o passando per Trieste o con uno sbarco ad Ancona) e assumere il potere. L'eversione era motivata da timori che riguardavano sia la politica interna, sia quella estera. Nel mese di settembre, infatti, era in corso l'occupazione delle fabbriche e la destra temeva che i socialisti potessero trasformare la protesta in un tentativo rivoluzionario, anche perché il governo si mostrava troppo morbido nei confronti degli operai, non reprimendo l'occupazione con la dovuta energia. Inoltre, D'Annunzio e i suoi seguaci erano preoccupati per le trattative tra Italia e Jugoslavia in merito al confine orientale, temendo che il governo potesse lasciare Fiume e la Dalmazia agli slavi.
Al complotto presero parte vari elementi dello schieramento dannunziano. Anzitutto, i legionari che già occupavano Fiume e i nazionalisti, che furono tra i più attivi nell'invitare il poeta a "osare", tanto che elementi come Alfredo Rocco, Francesco Coppola e lo stesso Enrico Corradini si recarono più volte da D'Annunzio per discutere il progetto. L'atteggiamento dei fascisti era più cauto: Mussolini non intendeva rischiare il suo futuro politico su un progetto incerto.
Il piano giunse a un livello avanzato di elaborazione e nel mese di settembre e ottobre i potenziali eversori tenevano riunioni quasi quotidiane a Roma, presso la redazione de L'Idea Nazionale. I golpisti erano sostenuti da una cordata di industriali, tra i quali Oscar Sinigaglia, che intendevano finanziare l'impresa, ma altri settori del mondo industriale preferirono tenersi in disparte.
I golpisti speravano di trascinare dalla loro parte alcuni ufficiali del Regio Esercito, in particolare l'ammiraglio Enrico Millo, governatore della Dalmazia, e il generale Enrico Caviglia. Senza l'appoggio dei militari, infatti, il piano era destinato al fallimento. Si aspettavano, inoltre, che i corpi di pubblica sicurezza, in particolare i Reali Carabinieri, non avrebbero preso le armi contro di loro.
Le voci sull'organizzazione del colpo di Stato divennero di pubblico dominio alla fine di settembre e tutti i giornali italiani se ne interessarono. Giolitti, con un'abile manovra, riuscì a stroncare sul nascere i propositi dannunziani: da un lato, fece avvicinare da suoi emissari gli elementi più malleabili del fronte golpista, a partire da Mussolini, che fecero venire meno il sostegno; dall'altro, si assicurò la fedeltà degli alti gradi dell'esercito.
I golpisti, pertanto, vistisi privati del sostegno dei militari, furono costretti a recedere dai loro propositi. Il piano insurrezionale non fu messo in atto, ma tra i potenziali eversori restò l'idea di prendere il potere con la forza, che sarebbe stata realizzata nel 1922 con la Marcia su Roma.

### Il trattato di Rapallo
Poche settimane dopo, il 12 novembre 1920, Italia e Jugoslavia firmarono il trattato di Rapallo, in cui si impegnarono a rispettare l'indipendenza dello Stato libero di Fiume. Tutti i partiti politici italiani accolsero favorevolmente l'accordo stipulato. Anche Mussolini e De Ambris considerarono positivo il nuovo trattato. Mussolini lo difese inoltre sul Popolo d'Italia, cercando di convincere la propria base.
Pochi giorni dopo il generale Caviglia comunicò a D'Annunzio i dettagli del trattato di Rapallo. De Ambris avvertì lo scrittore che la popolazione e gli alleati in Italia erano disposti ad accettarlo.
(Alceste De Ambris a D'Annunzio prima che quest'ultimo respingesse il Trattato di Rapallo)
D'Annunzio rifiutò il trattato fin dal primo momento. Ai tentativi di mediazione rispose con le armi, mandando i legionari a occupare le isole di Arbe e Veglia, che il trattato destinava alla Jugoslavia. Quando il trattato di Rapallo fu ufficialmente approvato dal parlamento, il generale Caviglia schierò le sue truppe intorno alla città e inviò un ultimatum a D'Annunzio: i ribelli dovevano ritirarsi dalla città e dalle isole e accettare il trattato. Il poeta rifiutò ogni trattativa, anche quando Caviglia concesse altre 48 ore di tempo per consegnarsi alle autorità ed evacuare i civili. Le truppe legionarie si arroccarono intorno alla città, creando una rete di trincee e barricate. Nel pomeriggio della vigilia di Natale, le truppe regolari sferrarono l'attacco.

### La sconfitta dei ribelli
Gli scontri iniziati il 24 dicembre furono battezzati da D'Annunzio come il Natale di sangue. Dopo la tregua di Natale, la battaglia ricominciò il 26 dicembre. Di fronte alla resistenza dei legionari, che si opponevano con mitragliatrici e granate, anche la Marina ebbe l'ordine di bombardare le posizioni ribelli. Le batterie della Andrea Doria bombardarono anche il palazzo del Governo, sede del comando di D'Annunzio. Il bombardamento proseguì fino al 29 dicembre e provocò morti e feriti anche tra la popolazione civile.
Il 28 dicembre D'Annunzio riunì il Consiglio della Reggenza e decise di intavolare le trattative con gli esponenti dell'esercito regolare. Rassegnò le proprie dimissioni con una lettera consegnata a Giovanni Host-Venturi e al sindaco Riccardo Gigante:
(Dalla lettera scritta da D'Annunzio in cui rassegnava le dimissioni al generale Ferrario)
Il 31 dicembre 1920, D'Annunzio firmò la resa che portò alla costituzione dello "Stato libero di Fiume". Della delegazione di ufficiali incaricati di trattare la resa del "Vate" faceva parte anche l’ardito Pietro Micheletti, fedelissimo del generale Caviglia, reduce della prima guerra mondiale ed in servizio presso il Ministero della Guerra. Nel gennaio 1921 i legionari cominciarono a lasciare la città su vagoni ferroviari predisposti dall'esercito. D'Annunzio partì il 18 gennaio, trasferendosi a Venezia.
In Italia, la legislatura a causa delle reazioni nel Paese si chiuse anticipatamente e le elezioni politiche si tennero nel maggio 1921, dopo le quali il governo di Giolitti fu sfiduciato dalla Camera dei deputati e si formò un nuovo esecutivo guidato da Ivanoe Bonomi.

### Lo Stato libero di Fiume e l'annessione all'Italia
Nell'anno 1921 si tennero le prime elezioni parlamentari anche a Fiume nelle quali parteciparono gli autonomisti e i Blocchi Nazionali pro-italiani. Il Movimento Autonomista ricevette 6 558 voti e i Blocchi Nazionali (Partito Nazionale Fascista, Partito Liberale e Partito Democratico) 3443 voti. Presidente divenne il capo del Movimento Autonomista, Riccardo Zanella.
Il 3 marzo 1922 un gruppo di ex legionari e fascisti, guidati da Francesco Giunta, rovesciarono con la violenza il governo Zanella. L'Assemblea costituente dello Stato libero fu costretta a riunirsi in esilio a Porto Re (Kraljevica) nel Regno di Jugoslavia. Lo Stato libero rimarrà sotto controllo di militari italiani fino a quando Fiume verrà annessa a tutti gli effetti allo Stato italiano dal governo Mussolini nel 1924. Come nelle altre regioni annesse vi fu introdotta una politica di italianizzazione.

## Le conseguenze e il dibattito politico

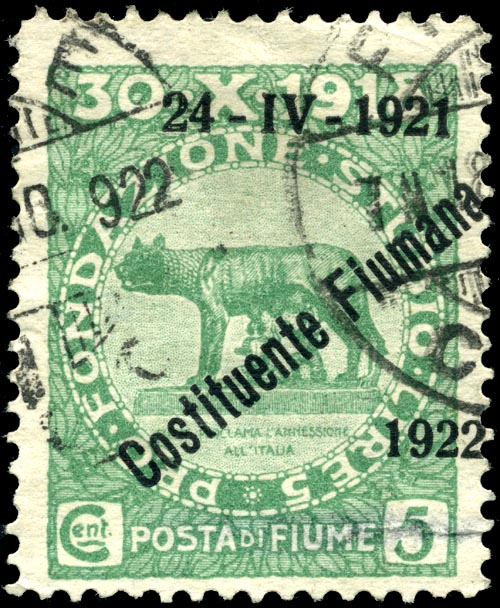
Francobollo del 1922 con il visto dell'Assemblea costituente fiumana

D'Annunzio cercò appoggio politico in diverse fazioni e cercò di estendere il bacino dei suoi seguaci.
Tra i legionari dannunziani erano presente un nucleo di reduci sovversivi che vedeva nella rivolta fiumana l'inizio di una "rivoluzione nazionale" che unisse i valori del nazionalismo italiano e del sindacalismo rivoluzionario, già espressa nel sansepolcrismo dei primi Fasci italiani di Combattimento. Seppure in minoranza, la frangia "rivoluzionaria" dei legionari - caratterizzata da figure come Mario Carli e Guido Keller - avrebbero influenzato profondamente la propaganda, la memorialistica e la storiografia sull'Impresa di Fiume. Tra i partecipanti all’impresa fiumana va annoverato il Movimento Ardito che aderì con entusiasmo all’impresa Fiumana e fu di questa una colonna portante. Il tenente colonnello Francesco Lorenzo Pullé inviato dal governo italiano a Fiume per quantificare le forze armate fiumane affermò che gli arditi erano presenti con 2065 uomini (secondi solo ai bersaglieri con 2474) tra cui personaggi importanti quali gli arditi Ettore Muti e Renato Ricci, Mario Carli. Nella relazione di Gino Coletti segretario e promotore della Associazione Nazionale Arditi d’Italia (ANAI) in occasione del congresso dell’Anai del 13 marzo 1921 (pubblicata nell’opuscolo “Due Anni di passione Ardita” 1919-1921 a cura della Libreria Editrice de l’Ardito - Milano) diceva, a proposito del comportamento dell’Associazione verso l’impresa di Fiume: “Sarà bene mi soffermi per dire quanto è stato fatto dall’Associazione Arditi per l’impresa di Fiume. Essa ha dato i migliori legionari dei quali molti sono caduti durante le cinque giornate. Per la sede di Milano sono passati e sono stati sussidiati (viaggi, diaria, viatici, ecc.) oltre duemila legionari per i quali è stata spesa la somma di L. 60 000 A Fiume l’Associazione ha dato tutto: danari, sangue, sacrifici immensi. Tutti noi ad essa ci siamo offerti, affrontando e patendo l’insidia, l’odio, la galera e la persecuzione. Abbiamo eletto D’Annunzio nostro Capo Supremo ed abbiamo atteso sempre i suoi ordini, pronti ad ogni momento a marciare con lui. Sennonché le malefatte di chi doveva esserci di collegamento con il comando di Fiume hanno fatto si che noi fossimo colti impreparati dalla tragedia e che D’Annunzio, all’oscuro completamente della situazione interna dell’Italia, sbagliasse tattica lasciandosi sfuggire i momenti buoni per afferrare la nostra vittoria e la liberazione di Fiume. Coloro che oggi cianciano di tradimento da parte nostra sono proprio gli stessi che in buona o mala fede hanno tradita la causa fiumana”.
Ad accrescere il peso simbolico della "sinistra" legionaria, la collaborazione tra D'Annunzio e Alceste de Ambris, che nel gennaio 1920 fu chiamato a fianco del poeta come "capo di gabinetto politico": la loro collaborazione portò alla redazione della Carta del Carnaro e alla costituzione di una vasta rete di sostenitori in Italia.
Il mito di D'Annunzio si fondava sul suo grande carisma, dando origine a leggende circa la sua popolarità. Alcuni seguaci e simpatizzanti sostennero che lo stesso Lenin, contestando l'inattività del Partito Socialista Italiano, definì D'Annunzio come uno degli uomini in grado di realizzare la rivoluzione in Italia. L'aneddoto, riportato da alcuni socialisti dissidenti tra cui Nicola Bombacci, non è mai stato confermato, né risultano prese di posizione ufficiali del governo sovietico a favore di D'Annunzio.
Lo storico Roberto Vivarelli, indica nell'Impresa di Fiume una svolta decisiva del processo di decadimento e di crisi dello Stato liberale. L'impresa contribuì a rendere pubblica ed esasperatamente chiara la realtà di uno Stato debole oberato da interessi di parte e spesso corrotto. In questo contesto Mussolini, appoggiò la sortita di D'Annunzio e ne sfruttò il momento propizio. Mussolini comprendeva l'intuito di D'Annunzio: l'impresa era la grande occasione per restituire all'Italia quella unità che il patto di Londra le aveva sottratto.
Il fascismo fu influenzato per molti aspetti dall'esperienza fiumana: oltre ai riti e ai simboli del combattentismo, assumerà anche i modi di praticare la politica, come l'imposizione di determinati slogan e valori tramite la comunicazione di massa, il culto del capo, la repressione delle opposizioni.
Il prestigio dell'esperienza fiumana rimase intatto durante il fascismo. Dopo il 1938 gli ex legionari fiumani erano tra le categorie che potevano essere risparmiate dalle leggi razziali fasciste.

### Il rapporto tra D'Annunzio e Mussolini
Il rapporto tra D'Annunzio e Mussolini fu complesso: inizialmente fascisti e fiumani collaborarono attivamente, anche grazie ai fondi raccolti tramite Il Popolo d'Italia. In un secondo momento, D'Annunzio si indispettì per l'atteggiamento dimostrato da Mussolini verso il trattato di Rapallo. L'adesione di Mussolini al trattato indignò molti legionari e fascisti, più devoti al mito del Comandante di Fiume che al comitato centrale di Milano.

### La posizione di Gramsci
In un articolo dell'ottobre 1919, Gramsci valutò l'impresa di Fiume come un sintomo di quel processo di disfacimento che (secondo lui) stava in quel periodo gravemente indebolendo lo Stato italiano; Gramsci, infatti, interpretava la fondazione della repubblica fiumana come una iniziativa di tipo secessionista nei confronti del Regno d'Italia; per Gramsci, il fatto che un avventuriero come D'Annunzio avesse potuto sfidare in armi l'autorità del governo era un segnale significativo della incapacità della borghesia italiana a conservare integro lo Stato unitario; nella visione gramsciana, solamente il proletariato avrebbe potuto, soppiantando per via rivoluzionaria la borghesia come classe dominante, impedire la disgregazione definitiva dello Stato.
In un successivo articolo del gennaio 1921, Gramsci riaffermò la sua interpretazione della impresa di Fiume come "clamorosa prova delle condizioni di debolezza, di prostrazione, di incapacità funzionale dello Stato borghese italiano [...] in completo sfacelo"; osservò tuttavia che il Partito socialista non aveva saputo approfittare di tale situazione di debolezza dello Stato capitalistico (situazione che ora Gramsci riconosceva come temporanea) per rafforzare a fini rivoluzionari le posizioni del proletariato; Gramsci concludeva che la liquidazione della repubblica di Fiume compiuta da Giolitti aveva oggettivamente rafforzato lo Stato borghese e, di conseguenza, aveva indebolito politicamente la classe operaia.
In un articolo dello stesso periodo, Gramsci condanna duramente il "cinismo [...] triviale" del governo Giolitti, il quale, durante l'impresa di Fiume, aveva dipinto nella sua propaganda con i colori più foschi D'Annunzio e i suoi legionari, indicati alla pubblica esecrazione come saccheggiatori e nemici della patria; ma – continua Gramsci –, dopo la conclusione dell'avventura fiumana, quello stesso governo ora concedeva a D'Annunzio un esilio dorato nel suo "palazzo principesco" di Venezia, e accordava ai legionari una piena e completa amnistia. Viceversa, osserva Gramsci, lo stesso governo Giolitti, nel settembre 1920, aveva promesso solennemente clemenza agli operai che avevano occupato le fabbriche, mentre ora perseguitava e incarcerava parecchi di loro "colpevoli solo di aver lavorato durante l'occupazione".
Occorre aggiungere che nei primi mesi del 1921, quando l'offensiva violenta dello squadrismo era ormai pienamente dispiegata, Gramsci intravide una possibilità di approfittare tatticamente del dissidio in quel periodo esistente fra D'Annunzio e Mussolini, e di tentare un accordo con i legionari fiumani per formare una coalizione armata contro i fascisti; tale tentativo si concretizzò nell'aprile 1921 in un viaggio di Gramsci a Gardone Riviera per incontrare D'Annunzio; ma tale incontro (di cui si era fatto mediatore un legionario che frequentava la redazione de "L'Ordine Nuovo") non ebbe mai luogo. Gramsci, pochi mesi prima, aveva cercato di analizzare i termini del contrasto tra dannunziani e fascisti: commentando una violenta zuffa avvenuta a Torino fra le due fazioni, Gramsci aveva osservato che, a differenza dei fascisti, i legionari erano tendenzialmente apolitici ed erano tenuti assieme dal solo vincolo della devozione personale a D'Annunzio; altra differenza tra fascisti e legionari (sempre secondo Gramsci) consisteva nell'estrazione prevalentemente borghese dei primi, mentre i secondi erano più che altro un "gruppo di spostati" senza una precisa collocazione di classe, i quali si illudevano di risolvere i loro problemi di sussistenza seguendo D'Annunzio nei suoi piani d'insurrezione militare.

### Storiografia
- Paolo Alatri, Nitti, D’Annunzio e la questione adriatica, Milano, Feltrinelli, 1959.
- Paolo Alatri, Scritti politici di Gabriele D’Annunzio, Milano, Feltrinelli, 1980.
- Ernesto Cabruna ,Fiume-10 gennaio 1921- 23 marzo 1922, Zizzini, Montegiorgio,1932.
- Marina Cattaruzza, L’Italia e il confine orientale, Bologna, Il Mulino, 2007.
- Renzo De Felice, D'Annunzio politico (1918-1928), Bari, Editori Laterza, 1978.
- Paolo Cavassini e Mimmo Franzinelli, Fiume. Un racconto per immagini dell'impresa di D'Annunzio, Gorizia, LEG, 2019.
- Ferdinando Gerra, L'impresa di Fiume, Milano, Longanesi, 1974.
- Giordano Bruno Guerri, Disobbedisco. Cinquecento giorni di rivoluzione. Fiume 1919-1920, Milano, Mondadori, 2019.
- Michael A. Ledeen, D'Annunzio a Fiume, Bari, Editori Laterza, 1975.
- Marco Mondini, Fiume 1919. Una guerra civile italiana, [Roma, Salerno, 2019.
- George L. Mosse, L'uomo e le masse nelle ideologie nazionaliste, Bari, Laterza, 2019.
- Raoul Pupo, Fiume città di passione, Bari, Laterza, 2019.
- Claudia Salaris, Alla festa della rivoluzione. Artisti e libertari con D'Annunzio a Fiume, Bologna, Il Mulino, 2002.
- Enrico Serventi Longhi, Il faro del mondo nuovo, Udine, Gaspari, 2019.
- Federico Carlo Simonelli, D'Annunzio e il mito di Fiume. Riti, simboli, narrazioni, Pisa, Pacini, 2021.
- Giovanni Stelli, Storia di Fiume dalle origini ai giorni nostri, Pordenone, Biblioteca dell'Immagine, 2017.
- Lucio Villari, La luna di Fiume, Milano, Guanda, 2019.

### Memorialistica
- Giovanni Comisso, Il porto dell'amore, Milano, Longanesi, 1924.
- Leone Kochnitzky, La quinta stagione o i centauri di Fiume, Bologna, Zanichelli, 1922.

### Narrativa
- Alessandro Barbero, Poeta al comando, Milano, Mondadori, 2003.
- Giulio Leoni, E trentuno con la morte..., Milano, Mondadori, 2003.
- Gabriele Marconi, Le stelle danzanti, Firenze, Vallecchi, 2009.
- Antonella Sbuelz, Greta Vidal, Segrate, Frassinelli, 2009.

### Filmografia
- Fiume o morte!, docu-film di Igor Bezinović, Croazia, 2025